# خوسيه أريباس
خوسيه أريباس (16 يناير 1921 - 28 سبتمبر 1989) كان لاعب كرة قدم ومدرب فرنسي سابق. قام بتدريب نادي نانت، حيث ابتكر أسلوب "لعبة نانت"، وهو أسلوب يعتمد على السرعة والتقنية والذكاء واللعب بلمسة واحدة. كما درب منتخب فرنسا لكرة القدم إلى جانب جان سنيلا بعد كأس العالم 1966.

## الإنجازات

### نانت
- الدوري الفرنسي: 1964-1965، 1965-66، 1972-73.